# Coupe de Grèce masculine de water-polo
La coupe de Grèce de water-polo est une compétition annuelle de water-polo où s'affrontent les meilleurs clubs grecs. Elle a eu lieu de 1953 à 1958 et a repris depuis 1984.

## Historique de la compétition masculine
Créée en 1953, la coupe de Grèce est une compétition à élimination directe abandonnée en 1958 à cause de la suprématie du club de l'Ethnikos autant en coupe qu'en championnat national. La finale était jouée dans la piscine Zappeion, à Athènes.
Elle est reprise dans les années 1980. À la fin des années 1990, les demi-finales et la finale sont désormais jouées sur deux jours dans une des villes grecques afin de promouvoir le water-polo.

## Palmarès masculin
| - 1953 : Ethnikos Le Pirée - 1954 : Ethnikos Le Pirée - 1955 : Ethnikos Le Pirée - 1956 : Ethnikos Le Pirée - 1957 : Ethnikos Le Pirée - 1958 : Ethnikos Le Pirée - 1959-1983 : non organisée. - 1984 : Ethnikos Le Pirée - 1985 : Ethnikos Le Pirée - 1986 : ANO Glyfada - 1987 : ANO Glyfada - 1988 : Ethnikos Le Pirée - 1989 : ANO Glyfada - 1990 : NO Chios - 1991 : Ethnikos Le Pirée | - 1992 : Olympiakos SF Le Pirée - 1993 : Olympiakos SF Le Pirée - 1994 : non organisée. - 1995 : NO Patras - 1996 : NO Vouliagmeni - 1997 : Olympiakos Le Pirée - 1998 : Olympiakos Le Pirée - 1999 : NO Vouliagmeni - 2000 : Ethnikos Le Pirée - 2001 : Olympiakos Le Pirée - 2002 : Olympiakos Le Pirée - 2003 : Olympiakos Le Pirée - 2004 : Olympiakos Le Pirée - 2005 : Ethnikos Le Pirée - 2006 : Olympiakos Le Pirée | - 2007 : Olympiakos Le Pirée - 2008 : Olympiakos Le Pirée - 2009 : Olympiakos Le Pirée - 2010 : Olympiakos Le Pirée - 2011 : Olympiakos SLe Pirée - 2012 : NO Vouliagmeni - 2013 : Olympiakos Le Pirée - 2014 : Olympiakos Le Pirée - 2015 : Olympiakos Le Pirée - 2016 : Olympiakos Le Pirée - 2017 : NO Vouliagmeni - 2018 : Olympiakos Le Pirée - 2019 : Olympiakos Le Pirée - 2020 : Olympiakos Le Pirée - 2021 : Olympiakos Le Pirée | - 2022 : Olympiakos Le Pirée - 2023 : Olympiakos Le Pirée - 2024 : Olympiakos Le Pirée - 2025 : Olympiakos Le Pirée |

### Bilan par club
| Club                      | Titres | Finaliste | Années |
| ------------------------- | ------ | --------- | --- |
| Olympiakos SF Le Pirée    | 26     | 6         | 1992, 1993, 1997, 1998, 2001, 2002, 2003, 2004, 2006, 2007, 2008, 2009, 2010, 2011, 2013, 2014, 2015, 2016, 2018, 2019, 2020, 2021, 2022, 2023, 2024, 2025 |
| Ethnikos OFPF Le Pirée    | 12     | 2         | 1953, 1954, 1955, 1956, 1957, 1958, 1984, 1985, 1988, 1991, 2000, 2005                                                                                     |
| NO Vouliagmeni            | 4      | 13        | 1996, 1999, 2012, 2017 |
| ANO Glyfada               | 3      | 5         | 1986, 1987, 1989 |
| NO Patras                 | 1      | 6         | 1995 |
| NO Chios                  | 1      | 1         | 1990 |
| Paniónios GSS Athènes     | -      | 5         | |
| Panathinaïkos Athènes     | –      | 3         | |
| Aris Salonique            | -      | 2         | |
| NO La Canée               | –      | 1         | |
| AEK Athènes               | –      | 1         | |
| Apollon Smyrnis (Athènes) | –      | 1         | |

## Sources
1. 1 2 3  (el) Cet article est partiellement ou en totalité issu de l’article de Wikipédia en grec moderne intitulé « Κύπελλο Ελλάδος υδατοσφαίρισης ανδρών » (voir la liste des auteurs).